# Gomeza serrata
Gomeza serrata is een krabbensoort uit de familie van de Corystidae. De wetenschappelijke naam van de soort is voor het eerst geldig gepubliceerd in 1852 door Dana.